# Werner de Steusslingen
Werner von Steußlingen (mort le 1er décembre 1151) est évêque de Münster de 1132 à sa mort.
Werner de Steusslingen est le fils d'Adalbéron de Steusslingen et son épouse Judith.
Au cours de son épiscopat, Werner von Steußlingen fonde en 1136 l'abbaye d'Asbeck (de). En raison de son amitié avec Norbert de Xanten, fondateur de l'ordre des Prémontrés, il fait de l'abbaye une abbaye prémontrée.
Il prend part à la croisade contre les Wendes en 1147.

### Source, notes et références
- (de) Cet article est partiellement ou en totalité issu de l’article de Wikipédia en allemand intitulé « Werner von Steußlingen (Münster) » (voir la liste des auteurs).
- Notices d'autorité :   - VIAF
  - GND